# 親玄
親玄（しんげん、建長元年（1249年）- 元亨2年3月16日（1322年4月3日））は、鎌倉時代後期の真言宗の僧侶。久我通忠の子。

## 略歴
醍醐寺の親快の門人で建治2年（1276年）に師が没すると同寺の地蔵院を継承した。ところが、彼の継承に反対する僧侶との争いに巻き込まれ、正応2年（1289年）以前に鎌倉に下向して、将軍久明親王および執権北条貞時の護持僧となった。
鎌倉幕府の信任が厚く、永仁6年（1298年）にその推挙で醍醐寺座主に任じられて程なく上洛、正安元年（1299年）に一旦座主を辞するも、嘉元元年（1303年）に再任されて嘉元3年（1305年）に座主を辞任して再び鎌倉に下っている。徳治元年（1306年）、鎌倉滞在のまま東寺長者・大僧正に任じられるが、東寺長者は翌年辞任している。晩年は鎌倉の永福寺の別当を務めた。
『親玄僧正日記』と呼ばれる日記を残しているが散逸して、現在は醍醐寺に正応3年（1292年）より3年分が現存している（長く、室町時代の『満済准后日記』に混入してしまっていた）。現存する期間は、鎌倉大地震や平禅門の乱と重なっており、当時の幕府や鎌倉の宗教界の状況を知る史料となっている。